# Boxe vietnamienne
 (avril 2020).
Si vous disposez d'ouvrages ou d'articles de référence ou si vous connaissez des sites web de qualité traitant du thème abordé ici, merci de compléter l'article en donnant les références utiles à sa vérifiabilité et en les liant à la section « Notes et références ».
La boxe vietnamienne, que l'on appelle généralement vo tu do (boxe libre) est une forme de boxe originaire du Sud-Viêt Nam, aire géographique correspondant au lieu de naissance du royaume historique du Funan (Ier siècle de notre ère) et région de peuplement khmer (les khmers khöm); intégrée au Viêt Nam actuel en 1949, à l'époque du protectorat français.
Il y eut différentes périodes concernant le vo tu do.
Les premières compétitions étaient les plus dures, les combattants n’avaient pas de protection, et il n’y avait pas d'arbitre ni de limite de temps. Le combat pouvait se terminer par abandon, KO, ou à cause d’une blessure grave. Ces tournois rituels se déroulaient tous les deux ou cinq ans en fonction des provinces du Viêt Nam.
Par la suite les combats se déroulaient par points avec des rounds.
Les derniers combats de vo tu do se sont déroulés en 1971 à Saïgon.